# Prêtre-ouâb
Au bas de la hiérarchie du clergé de l'Égypte antique, on trouve les Prêtre-ouâb (wˁb), littéralement « prêtres purs », car la propreté corporelle était un devoir de leur charge. Ainsi, raser ses cheveux est une marque distinctive pour les prêtres qui soulignent ainsi leur recherche de pureté, de même que l'épilation quotidienne.